# Maria do Carmo Mendes Marques
Maria do Carmo Mendes Marques ( * 1934 - ) es una botánica brasileña, que ocupa una posición de investigadora y curadora en el "Instituto de Pesquisas" del Jardín Botánico de Río de Janeiro. Ha colaborado con la edición de Flora Fanerogâmica do Estado de São Paulo, Brasil.

## Algunas publicaciones
- Forni-Martins, e.r.; m.c. mendes Marques, m.r. Lemes. 1998. Biología floral e reprodução de Solanum paniculatum L. (Solanaceae) no estado de São Paulo, Brasil. Rev. Brasil. Bot. 21: 117-124
- Marques, maria do carmo mendes. 2003. Estudo taxonômico do gênero Polygala L. subgênero Ligustrina (Chodat) Paiva (Polygalaceae). Tesis de Doctorado. Universidad Federal de Río de Janeiro

- maria do carmo mendes Marques, ana cristina andrade de Aguiar. Polygala fontellana Marques & Aguiar (POLYGALACEAE), UMA NOVA ESPÉCIE PARA O BRASIL / Polygala fontellana Marques & Aguiar (Polygalaceae), a new species in Brazil. Rodriguésia 58 ( 1 )

- Pastore, josé floriano Barêa, maria do carmo mendes Marques. 2009. Duas novas espécies de Polygala (Polygalaceae) da região da Chapada dos Veadeiros, GO, Brasil. Acta Bot. Bras. 23 ( 2 ) :446-450 [online]. ISSN 0102-3306

## Honores

### Epónimos
- (Asteraceae) Senecio marquesii B.L.Turner[2]
- (Combretaceae) Combretum marquesii Engl. & Diels[3]
- (Dilleniaceae) Tetracera marquesii Gilg[4]
- (Euphorbiaceae) Uapaca marquesii Pax[5]
- (Lamiaceae) Coleus marquesii Briq.[6]
- (Leguminosae) Baphia marquesii Exell[7]
- (Loganiaceae) Strychnos marquesii Baker[8]
- (Myrtaceae) Eugenia marquesii Engl.[9]
- (Ochnaceae) Monelasmum marquesii Tiegh.[10]
- (Opiliaceae) Pentarhopalopilia marquesii (Engl.) P.Hiepko[11]
- (Rosaceae) Rubus marquesii Gand.[12]
- (Solanaceae) Solanum marquesii Dammer[13]

- La abreviatura «Marques» se emplea para indicar a Maria do Carmo Mendes Marques como autoridad en la descripción y clasificación científica de los vegetales.[14]